# Jalpatagua
Jalpatagua è un comune del Guatemala facente parte del dipartimento di Jutiapa.